# Диана Висконти
Диана Висконти (на италиански: Diana Visconti; † 1237, Юдикат Арбореа) е аристократка от Пиза, съпруга на владетеля на Юдикат Арбореа Петър II Арборейски.

## Произход
Тя е най-голямото дете на Убалдо I Висконти ди Каляри, подест на Пиза от 1215 до 1217 г. и фактически управител на Юдикат Каляри, и на съпругата му графиня Бургундионе. Сестра е на бъдещия владетел на Галура Джовани и първа братовчедка на съдията на Юдикат Галура и на Юдикат Торес Убалдо Висконти ди Галура (Убалдо II).

## Биография
През 1222 г., по силата на желанието на баща си да консолидира вече силните връзки със сардинските държави, тя е омъжена за съдията (владетел) на Арбореа и виконт на Бас Петър II.
Известно е, че тя е все още жива през 1228 г., когато заедно със съпруга си дарява огромни имоти на бенедиктинците от ористанския манастир „Сан Мартино“. Тя вече е починала през 1237 г., когато, както се вижда от документ, Петър II е женен за някой си Сардиния, който му ражда син Мариано.